# كريم أباد (والانجرد)
کریم أباد (بالفارسية: کریم‌آباد) هي مستوطنة تقع في إيران في قسم والانجرد الريفي.